# Nuccio Ordine
Nuccio Ordine (Diamante, 18 de julio de 1958-Cosenza, 10 de junio de 2023) fue un profesor y escritor italiano, reconocido por ser un especialista en la época, arte y literatura del Renacimiento y del pensamiento del filósofo Giordano Bruno. Sus publicaciones han sido traducidas a numerosos idiomas.
Fue considerado "el ensayista más conocido de Italia en el mundo" y una de las personalidades más significativas del panorama cultural internacional, junto con pensadores como Jürgen Habermas, George Steiner, Gianni Vattimo, Alain Badiou, Peter Sloterdijk, Slavoj Žižek, Gabriel Marcel, Byung-Chul Han y Martha Nussbaum.

## Biografía
Se desempeñó como profesor de Literatura italiana en la Universidad de Calabria en Rende (Italia) y presidente del "Centro Internazionale di Studi Telesiani, Bruniani e Campanelliani" (Cosenza, Italia). Fellow del Harvard University Center for Italian Renaissance Studies y de la Fundación Alexander von Humboldt, ha sido invitado por diferentes Universidades norteamericanas (Universidad Yale y Universidad de Nueva York) y europeas (EHESS, École Normale Supérieure Paris, Paris-IV Sorbonne, Paris-III Sorbonne-Nouvelle, CESR of Tours, Instituto universitario de Francia, Paris-VIII, Instituto Warburg, Universidad de Eichstätt). En 2011 la Universidade Federal do Rio Grande do Sul le otorga su primera Licenciatura honoris causa y los días 4 y 5 de septiembre de 2017 la Universidade Federal de Ciências de Saúde de Porto Alegre y la Universidade de Caxias do Sul le conceden sendas Licenciaturas honoris causa, "por su inestimable contribución en el campo de los estudios humanísticos". En una entrevista publicada por El País, Nuccio Ordine y Fabiola Gianotti (Directora del CERN de Ginebra) han subrayado la importancia de la investigación científica básica y de la investigación humanística: juntas, y resistiendo a la dictadura de lo útil y de lo inmediato, pueden contribuir de manera fundamental al desarrollo de la humanidad. Es miembro del Board de la colección "Boston Studies in the Philosophy of Science" (Springer).
Fue uno de los mayores expertos contemporáneos de Giordano Bruno y del Renacimiento. Por sus trabajos relativos a las relaciones entre literatura, filosofía e imágenes, Marc Fumaroli lo definió "uno de los jóvenes émulos más eruditos y productivos de Frances Yates y de la escuela del Instituto de Warburg de Londres". Sus libros han sido traducidos a muchos idiomas, entre ellos el chino, el japonés, el árabe, el turco y el ruso entre otros. 
Dirigió colecciones de clásicos en Italia (“Classici della letteratura europea”, Bompiani) y en diferentes Países: en Francia dirigió, con Yves Hersant, dos colecciones para Les Belles Lettres (las "Obras completas" de Giordano Bruno y la "Bibliotheque Italienne"); en Rumania, con Smaranda Bratu Elian, dos colecciones para lal editorial Humanitas de Bucarest; en Brasil, con Luiz Carlos Bombassaro, una colección para la editorial Educs de Caxias do Sul; en Bulgaria, con Vladimir Gradev, una colección para el editorial Iztok Zapad de Sofia; en Rusia, con Andrei Rossius, un colección para la editorial Saint Petersburg University Press de San Peterburgo. Fue miembro del Board de la colección "Boston Studies in the Philosophy of Science" (Springer). Ha publicado la primera edición bilingüe del mundo del Don Quijote de la Mancha de Cervantes al cuidado de Francisco Rico y con traducción de Angelo Valastro Canale.
Escribió para el "Corriere della Sera" y "El País". Su ensayo "La utilidad de lo inútil" -manifiesto en defensa de los saberes humanísticos y de las actividades culturales consideradas injustamente inútiles porque no producen beneficios económicos- es un best seller traducido en 33 países. Su conferencia "La utilidad de lo inútil en nuestra vida" (publicada en la WEB de El País por "BBVA Aprendemos juntos") ha conseguido más de once millones de contactos.
Con ocasión de las celebraciones para el 50 aniversario de la muerte de Pablo Picasso, El País Semanal publicó una larga conversación entre Nuccio Ordine y Paloma Picasso.

### Valoraciones
El filósofo francés Pierre Hadot consideró a Ordine como "uno de los mayores conocedores del ambiente social, artístico y literario del Renacimiento y de los inicios de la Edad Moderna". El Premio Nobel de Químicas Ilya Prigogine, ha afirmado que su trabajo nos lleva a reflexionar acerca de "temas que merecen hoy la atención de las ciencias de la naturaleza y de las ciencias del hombre".

## Obras
En italiano y francés
- 1996 - La cabala dell'asino. Asinità e conoscenza in Giordano Bruno, Edizione Collana Teorie & oggetti, Liguori, Napoli, 1996, isbn=978-88-207-1475-8, Premessa di Ilya Prigogine, Prefazione di Eugenio Garin, Collana I fari, Milano, La Nave di Teseo, 2017, ISBN 978-88-934-4356-2.
- 2003 - La soglia dell'ombra. Letteratura, filosofia e pittura in Giordano Bruno, Eedizione Collana Biblioteca, editore Marsilio, Venezia, 2003, isbn=978-88-317-8149-7.
- 2007 - Contro il Vangelo armato. Giordano Bruno, Ronsard e la religione, Edizione Collana Scienze e idee, editore Raffaello Cortina, Milano, 2007, isbn=978-88-603-0086-7.
- 2009 - Teoria della novella e teoria del riso nel Cinquecento, edizione Collana Teorie e oggetti della letteratura, editore Liguori, Napoli, 2009, isbn=978-88-207-2609-6.
- 2009 - Le rendez-vous des savoirs. Littérature, philosophie et diplomatie à la Renaissance, París, Les Belles Lettres, 2009.[18]
- 2012 - Les portraits de Gabriel Garcia Marquez: La répétition et la différence, Les Belles Lettres, 2012, 71 p. (ISBN 978-2251444505)
- 2013 - L'utilità dell'inutile. Manifesto, con un saggio di Abraham Flexner, editore Bompiani, Milano, 2013, isbn=978-88-452-7448-0.-[Premio Nazionale Rhegium Julii Saggistica-.[19]
- 2015 - Tre corone per un re. L'impresa di Enrico III e i suoi misteri, Prefazione di Marc Fumaroli, edizione Collana Saggi, editore Bompiani, Milano, 2015, isbn=978-88-452-7709-2. En francés Trois couronnes pour un roi. La devise d' Henri III et ses mystères, París, Les Belles Lettres, 2011.[20]
- 2016 - Classici per la vita. Una piccola biblioteca ideale, edizione Collana Le onde, Milano, La Nave di Teseo, 2016, isbn=978-88-934-4026-4.
- 2018 - Gli uomini non sono isole. I classici ci aiutano a vivere, edizione Collana Le onde, editore La Nave di Teseo, Milano, 2018, isbn=978-88-934-4671-6.
- 2022 - George Steiner, l'hôte importun, Paris, Les Belles Lettres (traducción de Luc Hersant), 2022, https://www.lesbelleslettres.com/livre/9782251453163/george-steiner-l-hote-importun. Ed italiana George Steiner, l'ospite scomodo, Milán, La Nave di Teseo, 2022, http://www.lanavediteseo.eu/item/george-steiner-lospite-scomodo/.

En español
- 2008 - El umbral de la sombra, Madrid, Siruela (Biblioteca de Ensayo / Serie mayor. 62),(traducción de Silvina Paula Vidal, Prólogo de Pierre Hadot), ISBN 978-84-9841-220-8. (original La soglia dell'ombra),
- 2013 - La utilidad de lo inútil: Manifiesto, Barcelona, Acantilado.2017 (original L'utilità dell'inutile), (con un ensayo de Abraham Flexner)
- 2018 - Los retratos de Gabriel García Márquez, Cali, Editorial de San Buenaventura, ISBN 978-958-5415-15-7.[21]
- 2017 - Clásicos para la vida. Una pequeña biblioteca ideal, Barcelona, Acantilado, 2017 (traducción de Jordi Bayod Brau) (original Classici per la vita. Una piccola biblioteca ideale).[22] Traducción al catalán (Quaderns Crema), 2017.[23]
- 2018 - Una escuela para la vida, Valparaíso, Universidad de Valparaíso (traducción de Gemma Bayod y Jordi Bayod Brau), ISBN 978-956-214-203-8.[24]
- 2021 - Tres coronas para un rey. La empresa de Enrique III y sus misterios, Editorial Acantilado. ISBN 978-84-18370-92-2. (original Tre corone per un re. L'impresa di Enrico III e i suoi misteri).[25]
- 2022 - Los hombres no son islas. Los clásicos nos ayudan a vivir (traducción deJordi Bayod Brau), Editorial Acantilado, ISBN: 978-84-19036-12-4.[26]

## Reconocimientos
Comendador y Caballero
- Gran Oficial - Orden al Mérito de la República Italiana, 2018[27]
- Comendador de la Orden de las Palmas Académicas (Francia), 2014[28]
- Caballero de la Orden Nacional de la Légion de Honor, 2012[29]
- Comendador de la Orden al Mérito de la República Italiana, 2010
- Caballero de la Orden de las Palmas Académicas, 2009

Doctor honoris causa
Sigillo d'Ateneo de la Universidad de Urbino, 2019
Doctorado honoris causa de la Universidad de Valparaíso, 2019
Doctorado honoris causa de la Universidad Federal de Ciencias de la Salud de Porto Alegre, 2017
Doctorado honoris causa de la Universidad de Caxias do Sul, 2017
Doctorado honoris causa de la Universidad Federal de Río Grande del Sur, 2011
Doctorado honoris causa de la Universidad Católica de Lovaina, 2020
Doctorado honoris causa de la Universidad Pontificia Comillas, 2022
Miembro de Institutos, Sociedades y Comités
- Miembro honorario del Instituto de Filosofía de la Academia Rusa de las Ciencias, 2010[38]
- Miembro del comité científico del Istituto dell'Enciclopedia Italiana Treccani, 2020[39]
- Miembro de la Real Academia de Bélgica (2020)[40]

## Premios
- 1987 Le città della Magna Grecia
- 2003 Cesare de Lollis
- 2003 Orient Express
- 2006 Anassilaos (sección Megale Hellas)
- 2007  Lyons Club (Cosenza Host)
- 2007 Rotary International (Club Riviera dei Cedri)
- 2007 Rombiolo
- 2007 Siracusa Filosofia
- 2011 «We Build 2011» del Kiwanis International Club de Cosenza[41]
- 2012 Premio Internacional "La Calabria nel Mondo" (Roma)]
- 2 013 XI Premio Internacional «Marco&Alberto Ippolito» (Federazione Nazionale Insegnanti): Premio Eccellenza (sezione Cultura) – Medalla del Presidente della República Italiana, Giorgio Napolitano.
- 2013 XI Premio Internacional «Marco&Alberto Ippolito» (Federazione Nazionale Insegnanti): Premio Amicizia
- 2014 XLVII Edizione Premio Rhegium Julii de ensayo
- 2014 Premio Cavallini-Sgarbi de ensayo
- 2015 Premio “Il sogno di Piero” de la Academia de Bellas Artes de Urbino
- 2016 Premio “Bos Primigenius” del Comune di Papasidero (Cosenza)
- 2019 Premio “Abete d’argento 2019” Lions Club Diamante Alto Tirreno
- 2019 Premio “Ali sul Mediterraneo 2019” San Pietro a Maida
- 2019 Premio “La perla del Tirreno” 2019 (sección cultura) San Lucido
- 2019 Premio Internazionale Liberpress Letteratura, Girona (Spagna)
- 2019 Premio «Dal Tirreno alla Ionio» (Matera)
- 2020 Premio Speciale Fondazione Carical-Premio per la Cultura Mediterranea XIV edición
- 2020-2021 Premio internacional de Humanismo y Renacimiento, Museo Liceo Egipcio, León, 2020-2021.
- 2021 Premio San Marco Argentano
- 2022 Premio nazionale Demetra
- 2022 Fair Saturday Awards Ad Honorem Laureate, premio ad honorem (Museo Guggenheim - Bilbao)
- 2023 Premio "Princesa de Asturias" 2023 de "Comunicación y Humanidades"